# Grand Production
Grand Production — сербский звукозаписывающий лейбл и продюсерская компания, ориентированная преимущественно исполнителями фолк-музыки. Лейбл выпускает еженедельное телевизионное шоу «Grand Parada», имеет собственный кабельный телеканал, а также организовал конкурсный фестиваль поп-фолк и турбо-фолк музыки Grand Festival (2006-2014)

## История
Grand Production был основам в 1998 году Лепой Бреной и Сашей Поповичем – знаменитыми участниками группы «Сладкий грех», в том же году знаменитое издательство ZaM (Zabava Miliona) сменила руководство, что побудило Брену и Сашу покинуть музыкальную компанию и создать свою. 

3 декабря 1998 года было показано первое развлекательно-музыкальное, получившая название «Grand Show», именно этим событием принято считать днём рождения Grand Production. За первые два года в Гранде вышли альбомы Лепы Брены, Яны Тодоровича, Аны Бекуты, Елены Карлеуши и другие. 
Первым певцом, выпустившим свой альбом на новосозданном лейбле стал известный певец Миле Китич. 
Альбом певицы Светланы Ражнатович «Decenija» стала самой популярной в истории лейбла. 

Помимо музыкальных шоу, Grand Production также организует музыкальные конкурсы «Zvezda Granda» и «Nikad nije kasno». 